# Cyclohexylamine
 (octobre 2015).
Si vous disposez d'ouvrages ou d'articles de référence ou si vous connaissez des sites web de qualité traitant du thème abordé ici, merci de compléter l'article en donnant les références utiles à sa vérifiabilité et en les liant à la section « Notes et références ».
La cyclohexylamine est un composé organique de la famille des amines aliphatiques. C'est un liquide transparent, même si comme de nombreuses amines, elle peut être colorée par des polluants. Elle est miscible à l'eau. Cette base faible est plus forte que son analogue aromatique, l'aniline.

## Préparation
La cyclohexylamine est produite de deux manières. La principale est l'hydrogénation de l'aniline par l'utilisation d'un catalyseur au cobalt ou au nickel.
C6H5NH2 + 3 H2 → C6H11NH2
Elle est aussi préparée par alkylation de l'ammoniac en utilisant du cyclohexanol.

## Applications
La cyclohexylamine est utilisée comme intermédiaire de réaction dans la synthèse d'autres composés organiques. Elle est le précurseur de sulfénamides qui servent à accélérer des vulcanisations. C'est un bloc de construction pour la pharmaceutique (par exemple : les expectorants, les analgésiques et les bronchodilatateurs). L'amine en elle-même est un inhibiteur de corrosion efficace. Des édulcorants sont dérivés de cette amine, notamment le cyclamate. L'herbicide hexazinone est un dérivé de la cyclohexylamine.

## Sécurité
C'est un liquide inflammable, avec un point d'éclair d'environ 29 °C. Il est toxique par inhalation ou ingestion ; l'inhalation peut elle-même être fatale. Il est facilement absorbé par la peau ; il est corrosif. La cyclohexylamine fait partie des substances extrêmement dangereuses listées dans la section 302 de l'Emergency Planning and Community Right-to-Know Act (EPCRA) aux États-Unis. Elle a été utilisée en tant qu'aide au rinçage dans l'industrie des encres pour l'imprimerie.
En ce qui concerne les expositions durant le travail, l'Institut national pour la sécurité et la santé au travail aux États-Unis (NIOSH) a suggéré aux travailleurs de ne pas être exposés à une limite recommandée de 10 ppm pour une journée de travail de huit heures.